# Stanečka vas
Staneča vas je razloženo naselje v Občini Majšperk na severovzhodu Slovenije. 
Gručasto jedro je na levem bregu reke Dravinji in regionalni cesti Majšperk - Jurovci. Območje spada pod Štajersko pokrajino in Podravsko statistično regijo.